# Wielsbeke
Wielsbeke és un municipi belga de la província de Flandes Occidental a la regió de Flandes.

## Seccions
| #   | Nom              | Superfície (km²) | Població (01/01/2006) |
| --- | ---------------- | ---------------- | --------------------- |
| I   | Wielsbeke        | 8,38             | 3.097                 |
| II  | Ooigem           | 4,56             | 3.651                 |
| III | Sint-Baafs-Vijve | 8,57             | 2.159                 |

## Localització

Mapa de Wielsbeke

| - a. Wakken (Dentergem) - b. Markegem (Dentergem) - c. Oostrozebeke - d. Hulste (Harelbeke) - e. Bavikhove (Harelbeke) - f. Beveren-Leie (Waregem) - g. Desselgem (Waregem) - h. Sint-Eloois-Vijve (Waregem) - i. Zulte |